# 559. п. н. е.

## Догађаји
- На персијски престо дошао Кир Велики.